# Condado de Gentry
O Condado de Gentry é um dos 114 condados do estado americano de Missouri. A sede do condado é Albany, e sua maior cidade é Albany. O condado possui uma área de 1 274 km² (dos quais 1 km² estão cobertos por água), uma população de 6 861 habitantes, e uma densidade populacional de 5 hab/km² (segundo o censo nacional de 2000). O condado foi fundado em 1845.